# Zram
zram es un módulo del núcleo Linux previamente llamado compcache. Zram incrementa el rendimiento evitando la paginación en disco y en su lugar utiliza un dispositivo de bloques comprimidos en la memoria RAM donde la paginación toma lugar hasta que sea necesaria la utilización del espacio compartido (swap) en el disco duro.

## zram en Linux
zram permite hacer mayor uso de la RAM cuando el swap/paginación es requerido, especialmente en viejos ordenadores con poca RAM instalada.

## Prioridad
Mientras existen otros métodos para compartir memoria RAM en Linux, es importante destacar que zram tiene el acceso más rápido hacia la memoria RAM, ya que este módulo se instala sobre la misma RAM creando memoria adicional comprimida que requiere mayor utilización del CPU para comprimir y descomprimir los datos que contenga. En segundo término podemos encontrar la partición compartida en unidad de disco (linux swap) que puede concatenarse con zram para incrementar el tamaño de la memoria compartida, aunque sus tiempos de acceso son inferiores.